# Васильев, Леонид Леонидович
Леони́д Леони́дович Васи́льев (12 апреля 1891, Псков — 8 февраля 1966) — российский психофизиолог, член-корреспондент АМН СССР.

## Биография
Учился на естественном отделении Санкт-Петербургского университета в 1915—1922. В 1917 году поехал в Башкирию, где его застала Гражданская война. В 1919—1921 годах работал в Уфимском физическом инсититуте, который он создавал вместе с К. П. Краузе (1877—1964), начал там изучать парабиоз. С 1922 года работал в родном университете, на кафедре физиологии под руководством Н. Е. Введенского, развивая предложенную своим учителем концепцию парабиоза: изучал воздействие электрического тока на возбудимые ткани, предложил метод электротонического восстановления функций и др. Также с 1922 года заведовал лабораторией физиологии в бехтеревском рефлексологическом Институте мозга. С 1923 года профессор физиологии и зоорефлексологии в Ленинградском педагогическом институте им. Герцена.
В 1928 году был командирован в Германию и Францию, где установил контакты с исследователями, пытавшимися подвергнуть научному изучению различные паранормальные явления; в 1932 году начал экспериментальные исследования для выяснения возможности телепатии и её психофизиологических механизмов. Эксперименты по исследованию мысленного внушения были прекращены в 1938 г. с приходом в Институт мозга нового руководства.
С конца 1940-х годов работает в ЛГУ, где возглавил кафедру. В 1960-е годы опубликовал ряд книг на тему мысленного внушения.

## Сочинения
- Таинственные явления человеческой психики — (1959) несколько изданий.
- [coollib.com/b/327604 Внушение на расстоянии (Заметки физиолога)]. — М.: Госполитиздат, 1962. — 160 с. — (Философия и естествознание). — 120,000 экз.
- Экспериментальные исследования мысленного внушения. — М. 1962.